# Vreemdeling in een vreemd land
Vreemdeling in een vreemd land is een sciencefiction boek van Robert Heinlein. Het is in Nederland uitgegeven door Bruna in 1973.
Dit Stranger in a Strange Land (1961) heeft de Hugo Award gewonnen en is veelvuldig vertaald. Het geldt als een van de meest invloedrijke en controversiële sciencefiction-boeken ooit. Er zijn twee versies van. De oorspronkelijke uitgave (1961) was op verzoek van de uitgever aanmerkelijk ingekort om niet al te controversieel te zijn. Na de dood van Heinlein is in 1991 het originele manuscript gepubliceerd, dat niet in alle opzichten completer is, omdat Heinlein bij het inkorten ook materiaal had toegevoegd.

## Verhaal
De premisse is dat de bewoners van Mars een heel oude beschaving hebben, als gevolg waarvan deze Mars-bewoners een scala aan vaardigheden hebben die op aardbewoners als bovennatuurlijk overkomen.
Het verhaal speelt in de niet te verre toekomst. De eerste expeditie naar Mars was mislukt, maar had een pasgeboren baby achtergelaten die door de Mars-bewoners is opgevoed. Als gevolg daarvan heeft deze diezelfde vaardigheden geleerd. Bij  terugkomst naar de aarde, als jongvolwassene, heeft hij grote aanpassingsmoeilijkheden. 
Als hij eenmaal het menselijk bestaan doorgrond heeft sticht hij een 'kerk' waar hij de taal van de Mars-bewoners onderwijst, met als gevolg dat zijn leerlingen ook die bovennatuurlijke vaardigheden leren. De reactie van andere kerken is niet positief.

## Thematiek
Behalve de duidelijke messias-thematiek verkondigt het boek de vrije liefde. Een ander thema is dat beheersing van een taal ook de ervaren werkelijkheid dicteert. Naast de op Mars opgegroeide hoofdpersoon is er ook een oudere, wat cynische maar wijze en goedhartige man die zijn geld verdient met het schrijven van laagwaardige lectuur voor de massa's (een terugkerend Heinlein-thema).

## Impact
Kennelijk verwierf het boek destijds onder de Amerikaanse jeugd een underground-status. In hoeverre het boek bijdroeg aan de hippiecultuur in het algemeen is onderwerp van discussie. De zanger Billy Joel noemt het boek in zijn nummer 'We Didn't Start the Fire', die ook als een protestsong gezien kan worden. Ook wordt er aan het boek gerefereerd in het nummer 'Somewhere Down the Crazy River' van Robbie Robertson.